# Чемпіонат націй КОНКАКАФ 1985 (кваліфікація)
17 країн подали заявку на участь у турнірі. Збірна Гватемали вийшла безпосередньо у фінальний турнір чемпіонату націй КОНКАКАФ 1985 року. Решта 16 країн були розбиті попарно і в кожній парі за сумою двох матчів визначили учасників фінального турніру.

## Результати
| 29 липня 1984 |

| Сальвадор                                         | 5 – 0 | Пуерто-Рико |
| ------------------------------------------------- | ----- | ----------- |
| Ернандес 6' 19' Rivas 28' Альфаро 45' Медрано 82' |       |             |

| Сан-Сальвадор, Сальвадор Арбітр: Мендес Моліна (Гватемала) |

| 5 серпня 1984 |

| Пуерто-Рико | 0 – 3 (0 – 8 agg.) | Сальвадор                     |
| ----------- | ------------------ | ----------------------------- |
|             |                    | Сапата 1' Рівас 12' Перла 80' |

| Сан-Хуан, Пуерто-Рико Арбітр: Осборн (Бермуди) |

 Сальвадор переміг із загальним рахунком 8 – 0 і кваліфікувався у фінальну стадію.
| 29 вересня 1984 |

| Нідерландські Антильські острови | 0 – 0 | США |
| -------------------------------- | ----- | --- |
|                                  |       |     |

| Віллемстад, Нідерландські Антильські острови Арбітр: Геде (Суринам) |

| 6 жовтня 1984 |

| США                   | 4 – 0 | Нідерландські Антильські острови |
| --------------------- | ----- | -------------------------------- |
| Кокер Дібернардо Капп |       |                                  |

| Сент-Луїс, США Арбітр: Фуско (Канада) |

 США перемогли із загальним рахунком 4 – 0 і кваліфікувалися у фінальну стадію.
| 15 червня 1984 |

| Панама | 0 – 3 | Гондурас      |
| ------ | ----- | ------------- |
|        |       | Фігероа Лайнг |

| Колон, Панама Арбітр: Ортіс Кардоса (Сальвадор) |

| 24 червня 1984 |

| Гондурас | 1 – 0 | Панама |
| -------- | ----- | ------ |
| Фігероа  |       |        |

| Тегусігальпа, Гондурас Арбітр: Гус Константін (США) |

 Гондурас переміг із загальним рахунком 4 – 0  і кваліфікувався у фінальну стадію.
| 4 серпня 1984 |

| Антигуа і Барбуда | 0 – 4 | Гаїті       |
| ----------------- | ----- | ----------- |
|                   |       | Огюст Томас |

| Порт-о-Пренс, Гаїті Арбітр: Тейлор (Ямайка) |

| 7 серпня 1984 |

| Гаїті | 1 – 2 (5 – 2 agg.) | Антигуа і Барбуда |
| ----- | ------------------ | ----------------- |
| Ворб  |                    | Річардсон Робертс |

| Порт-о-Пренс, Гаїті Арбітр: Кемпбелл (Ямайка) |

 Гаїті перемогло із загальним рахунком 5 – 2 і кваліфікувалося у фінальну стадію.
| 15 серпня 1984 |

| Суринам | 1 – 0 | Гаяна |
| ------- | ----- | ----- |
| Едвардс |       |       |

| Парамарибо, Суринам Арбітр: Лі (Нідерландські Антильські острови) |

| 29 серпня 1984 |

| Гаяна | 1 – 1 | Суринам |
| ----- | ----- | ------- |
| Арчер |       | Клінкер |

| Джорджтаун, Гаяна Арбітр: Sirjuesingh (Тринідад і Тобаго) |

 Суринам переміг із загальним рахунком 2 – 1 і кваліфікувався у фінальну стадію.
 Ямайка відмовилась від участі, через що  Канада автоматично кваліфікувалася у фінальну стадію.
 Барбадос відмовився від участі, через що  Коста-Рика автоматично кваліфікувалася у фінальну стадію.
 Гренада відмовилась від участі, через що  Тринідад і Тобаго автоматично кваліфікувався у фінальну стадію.